# (117506) Wildberg
(117506) Wildberg est un astéroïde de la ceinture principale.

## Description
(117506) Wildberg est un astéroïde de la ceinture principale. Il fut découvert le 5 février 2005 à Wildberg par Rolf Apitzsch. Il présente une orbite caractérisée par un demi-grand axe de 2,18 UA, une excentricité de 0,13 et une inclinaison de 4,5° par rapport à l'écliptique.

## Compléments